# Intel 8088
Intel 8088 je mikroprocesor firmy Intel architektury x86, založený na 8086 s 16bitovými registry a 8bitovou vnější sběrnicí. Byl používán v původním IBM PC.
Byl cílen na levné systémy díky použití 8bitových obvodů, které nebyly tak drahé jako 16bitové. V IBM PC běžel na frekvenci 4,77 MHz.
Obvody s širší sběrnicí byly v té době stále poměrně drahé. Nástupci mikroprocesoru 8088 jsou 80188, 80186, 80286, 80386 a 80486, některé se dodnes používají. 8088 si „dopředu“ načítá 4 bity instrukcí, na rozdíl od 8086, který si načítá 6 bytů. Inženýři z IBM původně chtěli použít procesor Motorola 68000 (a také ho použili v dnes již zapomenutém Instruments 9000 Laboratory Computer), ale v té době již měli práva na výrobu rodiny 8086, která získali od Intelu výměnou za design tzv. bublinkové paměti. Jedním z faktorů, proč použili právě 8088, byla možnost použití komponent pro procesory rodiny Intel 8085, což umožňovalo použít v počítači upravený design 8085. V té době také nebyly komponenty pro 68000 příliš rozšířené. Bublinkové paměti vyráběné společností Intel byly na trhu pouze krátce vzhledem k nelítostnému konkurenčnímu boji ze strany japonských korporací, kterým Intel nemohl cenově konkurovat. V důsledku toho se trh mohl zaměřit na procesory.
Kompatibilní náhrada čipu, V20, byla vyráběna firmou NEC. Tento čip měl efektivnější design a vyšší frekvenci, což přineslo nárůst výpočetního výkonu o 20 až 30 % oproti Intelu 8088.

## Specifikace
- Frekvence čipu
  - 4,77 MHz, 0,33 MIPS
  - 9 MHz, 0,75 MIPS
- 29k tranzistorů, nanotechnologie 3 μm
- 1MB adresovatelné paměti